# DeWayne Barrett
DeWayne Barrett (Saint Andrew, 27 december 1981) is een Jamaicaanse atleet, die is gespecialiseerd in de sprint.
DeWayne Barrett nam in 1998 deel aan zijn eerste internationale wedstrijd. Op het WK junioren, dat dat jaar gehouden werd in het Franse Annecy, nam hij deel aan het verspringen. Hier werd hij reeds in de voorrondes met een beste poging van 7,26 uitgeschakeld.
In 2005 vertegenwoordigde hij Jamaica op de Universiade op de 200 m en de 400 m. Op de 200 m sneuvelde hij in de halve finale. Op de 400 m verging het hem beter kwalificeerde hij zich voor de finale. In de finale won veroverde hij het zilver in een tijd van 46,14 seconden en eindigde hiermee achter zijn landgenoot Marvin Essor (goud; 45,99) en voor de Japanner Yuki Yamaguchi (brons; 46,15).
Op de wereldkampioenschappen indooratletiek 2008 in het Spaanse Valencia won hij met zijn teamgenoten Michael Blackwood, Edino Steele en Adrian Findlay een zilveren medaille op de 4 x 400 m estafette. Met een tijd van 3.07,69 eindigde ze achter de Amerikaanse estafetteploeg (3.07,69) en voor de Dominicaanse estafetteploeg (brons; 3.07,22).

## Persoonlijke records
Outdoor
| Onderdeel   | Prestatie | Datum        | Plaats            |
| ----------- | --------- | ------------ | ----------------- |
| 200 m       | 20,75 s   | 10 juli 2005 | Nassau            |
| 300 m       | 33,44 s   | 12 juni 2005 | Villeneuve-d'Ascq |
| 400 m       | 45,88 s   | 31 mei 2003  | Fairfax           |
| verspringen | 7,26 m    | 29 juli 1998 | Annecy            |

Indoor
| Onderdeel | Prestatie | Datum           | Plaats   |
| --------- | --------- | --------------- | -------- |
| 400 m     | 46,46 s   | 4 februari 2006 | New York |

## Palmares

### 400 m
- 2005:  Universiade - 46,14 s

### 4 x 400 m estafette
- 2008:  WK indoor - 3.07,69